# MSC Seaview

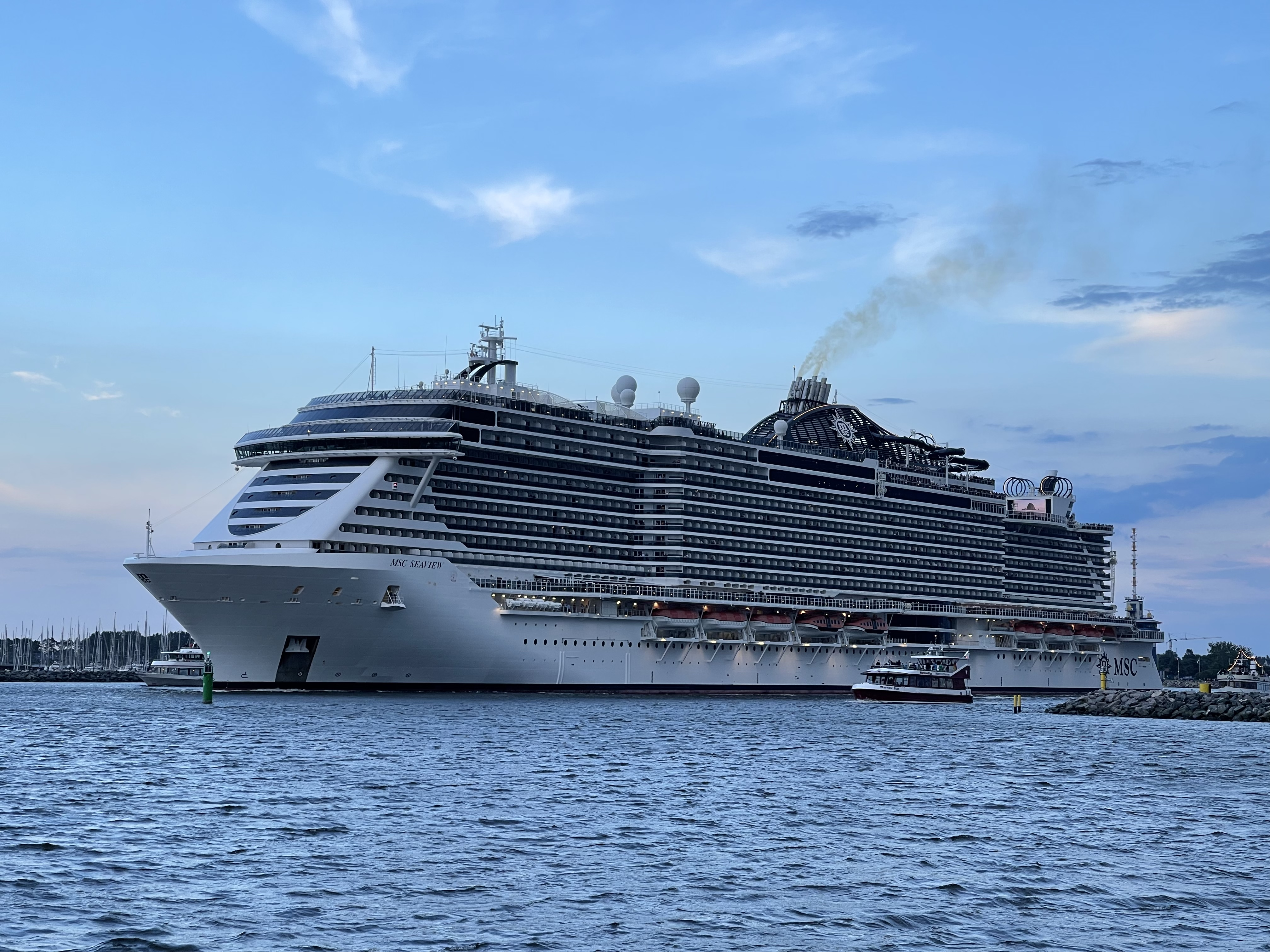
MSC Seaview

MSC Seaview è una nave da crociera costruita presso il cantiere navale Fincantieri di Monfalcone (GO), per la compagnia di navigazione svizzera MSC Crociere, seconda di una serie di due unità. Dal marzo 2019 non è più ammiraglia della flotta MSC Crociere; infatti è stata scalzata da MSC Grandiosa.

## Storia
È stata consegnata il 4 giugno 2018, iniziando ad effettuare crociere nel Mediterraneo occidentale con partenze da Genova, Marsiglia e Barcellona con porti di scalo a Napoli, Messina e La Valletta.
È stata varata e contestualmente battezzata il 23 agosto 2017 con una cerimonia ufficiale per l'uscita e l'abbandono dello scalo di costruzione (detto «float-out») e il suo ormeggio in banchina.

## Nave gemella
- MSC Seaside